# Isla La Yegua
Isla La Yegua är en ö i Mexiko. Den ligger i delstaten Tamaulipas, i den östra delen av landet. Arean är 1,8 kvadratkilometer.